# 巴黎天体物理研究所
巴黎天体物理研究所（法語：Institut d'astrophysique de Paris）是位于法国巴黎的一个研究天体物理的研究所。是巴黎第六大学的一部分，和法国国家科学研究中心有紧密联系。紧挨着巴黎天文台。

## 历史
巴黎天体物理研究所1936年由法国教育部在Jean Zay的推动下创建，起初是为接收到的成立于同一时间的上普罗旺斯天文台进行数据处理，该座建筑物动工于1938年1月6日，1939年6月15日Henri Mineur出任研究所首任所长。研究员们刚开始是位于巴黎天文台工作，后转移到巴黎高等师范学校，最后1944年才正式目前搬迁到目前位置。当前这座大楼1952年才彻底收工。

## 研究
巴黎天体物理研究所目前有160名研究员，工程师，技术人员和管理人员，定期会有前来参观访问的研究员和学生。
- 广义相对论和宇宙学
- 宇宙结构组成
- 高能天文学
- 宇宙起源
- 恒星结构
- 太阳系外行星

巴黎天体物理研究所是欧洲研究天体物理学协会(AERA)的五个实验室之一。实验室是处于两个学科天体物理学和理论物理学之间的界面。国际天文联合会在巴黎天体物理研究所也有席位。

## 历任所长
- 1936-1954 : Henri Mineur
- 1954-1960 : 安德烈-路易·丹容
- 1960-1971 : 安德烈·拉勒曼德
- 1972-1977 : Jean-Claude Pecker
- 1978-1989 : Jean Audouze
- 1990-1998 : Alain Omont
- 1998-2004 : Bernard Fort
- 2005-2013 : Laurent Vigroux
- 2014以后 : Francis Bernardeau